# 広島商船高等専門学校
広島商船高等専門学校（ひろしましょうせんこうとうせんもんがっこう、英称:National Institute of Technology, Hiroshima College）は、広島県豊田郡大崎上島町にある日本の国立高等専門学校。1967年に設置された。略称は広島商船高専、広島高専、商船、広船。
全国に5校設置されている商船高専の1つである。

## 沿革
- 1898年5月10日　豊田郡東野村外12か町村組合立芸陽海員学校として長谷多嘉助豊田郡長（吉名村村長兼任）が創立
- 1899年5月17日　実業学校令に基づき学則を改正し、校名を芸陽商船学校と改称
- 1901年4月1日　広島県に移管，広島県商船学校と改称
- 1901年6月1日　広島県立商船学校と改称
- 1940年7月1日　文部省直轄となり、広島商船学校と改称
- 1942年1月1日　逓信省に移管
- 1943年11月1日　官制改正により、運輸通信省所管となる
- 1945年5月18日　官制改正により、運輸省所管となる
- 1951年4月1日　文部省に移管され、広島商船高等学校と改称
- 1967年6月1日　広島商船高等専門学校となる（入学定員：航海学科1学級40人、機関学科1学級40人）
- 1969年6月1日　航海学科1学級（定員40人）増設
- 1971年6月1日　広島商船高等学校廃止
- 1985年4月1日　航海学科1学級（定員40人）を流通情報工学科1学級（定員40人）に改組
- 1988年4月1日　航海学科（定員40人）、機関学科（定員40人）を商船学科1学級（定員40人）、電子制御工学科1学級（定員40人）に改組
- 1991年3月26日　電子制御工学科校舎竣工
- 2004年4月1日　独立行政法人国立高等専門学校機構広島商船高等専門学校となる。

## 設置学科

### 学科(準学士課程)
- 商船学科　航海コース（定員20名）と機関コース（定員20名）の2コースである。
- 電子制御工学科
- 流通情報工学科

### 専攻科(学士課程)
- 海事システム工学専攻
- 産業システム工学専攻

## 出身者
- 河原敏明（ジャーナリスト）
- 川原正敏（漫画家）